# Dudás Ádám (műsorvezető)
Dudás Ádám (1977. április 23. –) magyar hírszerkesztő, híradós műsorvezető, a TV2 Tények volt munkatársa.

## Élete
Felsőfokú tanulmányait az Eötvös Loránd Tudományegyetem Bölcsészettudományi Karának történelem szakán és az Adelphi Egyetem amerikanisztikai szemináriumán végezte.
1997 és 2016. április 1. között a TV2 munkatársa. 1997-ben, amikor Eötvös Loránd Tudományegyetem Bölcsészettudományi Karának történelem szakának hallgatója volt, akkor lett gyakornok az abban az évben elindult TV2-nél.